# Manuel Trens i Ribas
Manuel Trens i Ribas (Vilafranca del Penedès, Alt Penedès, 25 de març de 1892 — Barcelona, Barcelonès, 26 d'abril de 1976) fou un eclesiàstic i historiador de l'art vilafranquí.
Després dels estudis al Seminari de Barcelona i del doctorat en arqueologia a la Universitat Pontifícia de Tarragona, fou ordenat l'any 1914. Destaca la seva contribució al Congrés Litúrgic de Montserrat de l'any 1915. Des del 1916 impartí classes d'iconografia i art sagrat al seminari de Barcelona, fou director del Museu Diocesà de Barcelona i consiliari del Cercle Artístic de Sant Lluc en dues etapes (1921-1936 i 1951-1962), on constituí els Amics de l'Art Litúrgic. A més, participà en la creació del Museu del Vi de Vilafranca del Penedès, on promogué exposicions artístiques locals (1926 i 1928). Ajudà la revista vilafranquina d'avantguarda Hèlix on publicà, sota pseudònim, traduccions de fragments de l'Ulisses de Joyce. El 1939 fundà i dirigí Ars Sacra. Col·laborà en la fundació l'any 1941 de l'Institut Amatller d'Art Hispànic, i amb motiu del Congrés Eucarístic Internacional de Barcelona organitzà una important exposició d'objectes de culte relacionats amb l'eucaristia. Col·laborà en Vida Cristiana, Ars Sacra, Full Dominical, La Publicitat, La Veu de Catalunya, El Matí, entre d'altres.
El seu llegat de llibres i manuscrits, format per més de 8.000 exemplars, es conserva a la Biblioteca del Seminari Conciliar de Barcelona. El 1972 feu també una deixa important, formada per més de 500 peces d'obres d'art antic i modern, al Museu de Vilafranca, on hi ha unes sales dedicades a la seva memòria.

## Publicacions
- Lo que debe ser un museo diocesano (1916)
- Sant Francesc d'Assís i l'art contemporani (Barcelona: Cercle Artístic de Sant Lluc, 1926)
- Oracional litúrgic (1926)
- La peinture gothique jusqu'à Ferrer Bassa (1933)
- Les peintures de Ferrer Bassa (1936)
- María. Iconografía de la Virgen en el arte español (1952)
- Las custodias españolas (1952)
- Vilafranca, senyora vila (1964)
- Les Majestats catalanes (1967), de la sèrie Monumenta Cataloniae